# Anita Klemenčič
Anita Klemenčič (* 8. Januar 1996) ist eine slowenische Skilangläuferin.

## Werdegang
Klemenčič, die für den TSK Triglav Kranj startet, trat international erstmals bei den Nordischen Junioren-Skiweltmeisterschaften 2013 in Liberec in Erscheinung. Dort belegte sie den 35. Platz über 5 km Freistil und den siebten Rang mit der Staffel. Ihre besten Platzierungen beim in Predeal waren der siebte Platz über 7,5 km Freistil und der sechste Rang mit der Staffel und bei den Nordischen Junioren-Skiweltmeisterschaften 2014 im Val di Fiemme der 41. Platz über 5 km klassisch und der siebte Rang mit der Staffel. Im folgenden Jahr kam sie bei den Nordischen Junioren-Skiweltmeisterschaften in Almaty auf den fünften Platz mit der Staffel. In den Einzelrennen lief sie auf den 34. Platz im Skiathlon, auf den 27. Rang im Sprint und auf den 26. Platz über 5 km Freistil. Ihre ersten Weltcuprennen absolvierte sie im Januar 2016 in Planica, die sie auf dem 52. Platz im Sprint und auf dem 21. Rang zusammen mit Anja Zavbi Kunaver im Teamsprint beendete. Bei den Nordischen Junioren-Skiweltmeisterschaften 2016 in Râșnov belegte sie den 33. Platz über 5 km klassisch, den 30. Rang im Sprint und den 26. Platz über 10 km Freistil. Ihre ersten Rennen im Alpencup lief sie im Dezember 2016 in Valdidentro, die sie auf dem 31. Platz über 10 km klassisch und auf den 30. Rang über 10 km Freistil beendete. Bei den U23-Weltmeisterschaften 2018 in Goms errang sie den 33. Platz im Skiathlon, den 32. Platz über 10 km klassisch und den 17. Platz im Sprint. In der Saison 2018/19 belegte sie bei den U23-Weltmeisterschaften 2019 in Lahti den 46. Platz im 5-km-Massenstartrennen, den 32. Rang über 10 km Freistil und den 16. Platz im Sprint und bei den Nordischen Skiweltmeisterschaften 2019 in Seefeld in Tirol den 46. Platz über 10 km klassisch. In der folgenden Saison holte sie beim Balkan-Cup in Pale über 5 km Freistil ihren ersten Sieg im Continental-Cup. Zudem errang sie dort den zweiten Platz über 5 km Freistil und in Pokljuka den dritten Platz über 5 km klassisch. Bei den Olympischen Winterspielen 2022 in Peking belegte sie den 62. Platz über 10 km klassisch, den 59. Rang im 30-km-Massenstartrennen und den 55. Platz im Sprint.

## Siege bei Continental-Cup-Rennen
| Nr. | Datum            | Ort  | Disziplin     | Serie      |
| --- | ---------------- | ---- | ------------- | ---------- |
| 1.  | 29. Februar 2020 | Pale | 5 km Freistil | Balkan-Cup |

## Teilnahmen an Weltmeisterschaften und Olympischen Winterspielen

### Olympische Spiele
- 2022 Peking: 55. Platz Sprint Freistil, 59. Platz 30 km Freistil Massenstart, 62. Platz 10 km klassisch

### Nordische Skiweltmeisterschaften
- 2019 Seefeld in Tirol: 46. Platz 10 km klassisch
- 2023 Planica: 11. Platz Staffel, 45. Platz Sprint klassisch, 47. Platz 15 km Skiathlon, 56. Platz 10 km Freistil